# Lennard Kämna
Lennard Kämna (* 9. září 1996) je německý silniční cyklista jezdící za UCI WorldTeam Lidl–Trek.

## Hlavní výsledky
Silniční cyklistika
2017
Tour des Fjords
5. místo celkově
2020
Vuelta a Murcia
3. místo celkově
Volta ao Algarve
7. místo celkově
Critérium du Dauphiné
8. místo celkově
vítěz 4. etapy
Tour de France
vítěz 16. etapy
2021
Volta a Catalunya
vítěz 5. etapy
2022
Giro d'Italia
vítěz 4. etapy
lídr  po etapách 4 – 6
 cena bojovnosti po 1. etapě
Tour of the Alps
vítěz 3. etapy
Vuelta a Andalucía
vítěz 5. etapy
4. místo Faun-Ardèche Classic
4. místo Clásica Jaén Paraíso Interior
2023
Vuelta a España
vítěz 9. etapy
4. místo Tirreno–Adriatico
Tour of the Alps
6. místo celkově
vítěz 3. etapy
Giro d'Italia
9. místo celkově
2024
Tirreno–Adriatico
8. místo celkově
2025
Tour de Suisse
6. místo celkově

#### Výsledky na Grand Tours
| Grand Tour      | 2017 | 2018 | 2019 | 2020 | 2021 | 2022 | 2023 | 2024 | 2025 |
| --------------- | ---- | ---- | ---- | ---- | ---- | ---- | ---- | ---- | ---- |
| Giro d'Italia   | —    | —    | —    | —    | —    | 19   | 9    | —    | —    |
| Tour de France  | —    | —    | 40   | 33   | —    | DNF  | —    | —    |      |
| Vuelta a España | DNF  | —    | —    | —    | —    | —    | 30   | —    |      |

| —   | Nezúčastnil se |
| DNF | Nedokončil     |